# Märkisch Luch
Märkisch Luch település Németországban, azon belül Brandenburgban. Lakosainak száma 1338 fő (2023. december 31.).

## Népesség
A település népességének változása:
| Lakosok száma | 1254 | 1249 | 1283 | 1297 | 1340 | 1338 |
|               | 2014 | 2017 | 2019 | 2021 | 2022 | 2023 |